# قصر اکتشافات

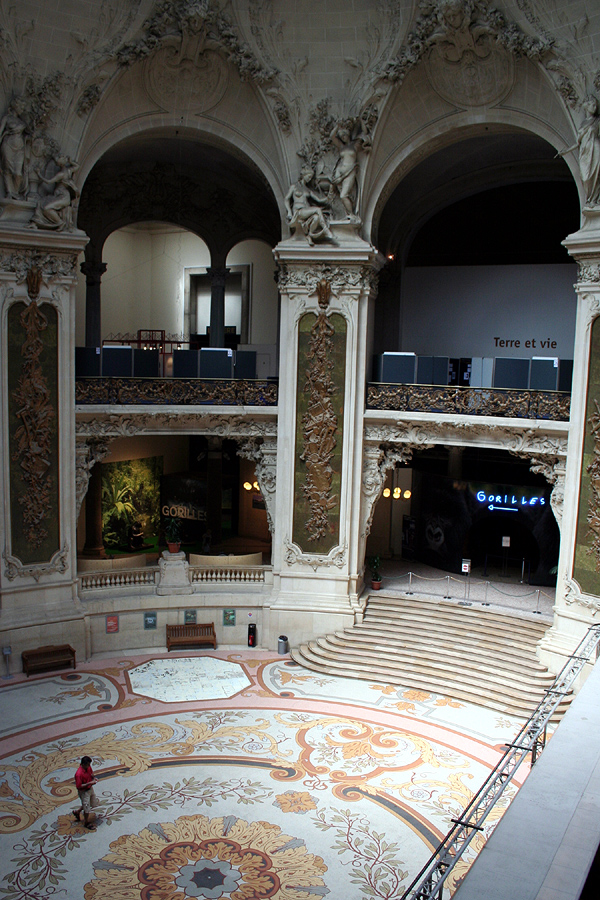
تالار ورودی، کاخ اکتشافات

قصر اکتشافات یا کاخ دِلا دِکووِرت (فرانسوی: Palais de la Découverte‎)، یک موزه علم است که در گران پاله (قصر بزرگ)، ناحیهٔ هشتم خیابان فرانکلین د. روزولت، در پاریس فرانسه جای دارد. این موزه در ۱۹۳۷ میلادی به دست ژان باتیست پرن (برندهٔ جایزه نوبل فیزیک، ۱۹۲۶) در روند برگزاری نمایشگاه جهانی «هنر و تکنیک در زندگی نوین» پایه‌ریزی شد. موزه در ۲۰۱۰ میلادی با شهر علم و فناوری یکی شد.
امروزه در این موزه نمایشگاه‌های دائمی در زمینه‌های ریاضیات، فیزیک، اخترشناسی، شیمی، زمین‌شناسی و زیست‌شناسی به همراه آزمایش‌های تعاملی با شرح و تفسیر استادان و سخنرانان برگزار می‌شود.
در این موزه یک آسمان‌نمای زایس با گنبدی ۱۵ متری جای دارد.
این موزه دارای اتاقی دایره‌وار به نام اتاق پی (pi room) است که بر روی دیوار آن ۷۰۷ رقم عدد پی ({\displaystyle \pi }) تراشیده شده‌است. رقم‌ها در ۱۸۵۳ میلادی به دست ریاضی‌دان انگلیسی ویلیام شانکس، با یک اشتباه در رقم پانصد و بیست‌ و هشتم، برآورد شدند. این اشتباه در ۱۹۴۶ میلادی پیدا و در سال ۱۹۴۹ میلادی ویرایش شد.